# Kloster Tamié
Kloster Tamié (franz. Abbaye Notre-Dame de Tamié; lat. Abbatia Stamedium / B.M.V. de Stamedio) ist eine festungsartig im Gebirge gelegene Trappisten-Abtei in der Gemeinde Plancherine, rund 15 km westlich von Albertville im Département Savoie, Region Auvergne-Rhône-Alpes, in Frankreich.

## Geschichte

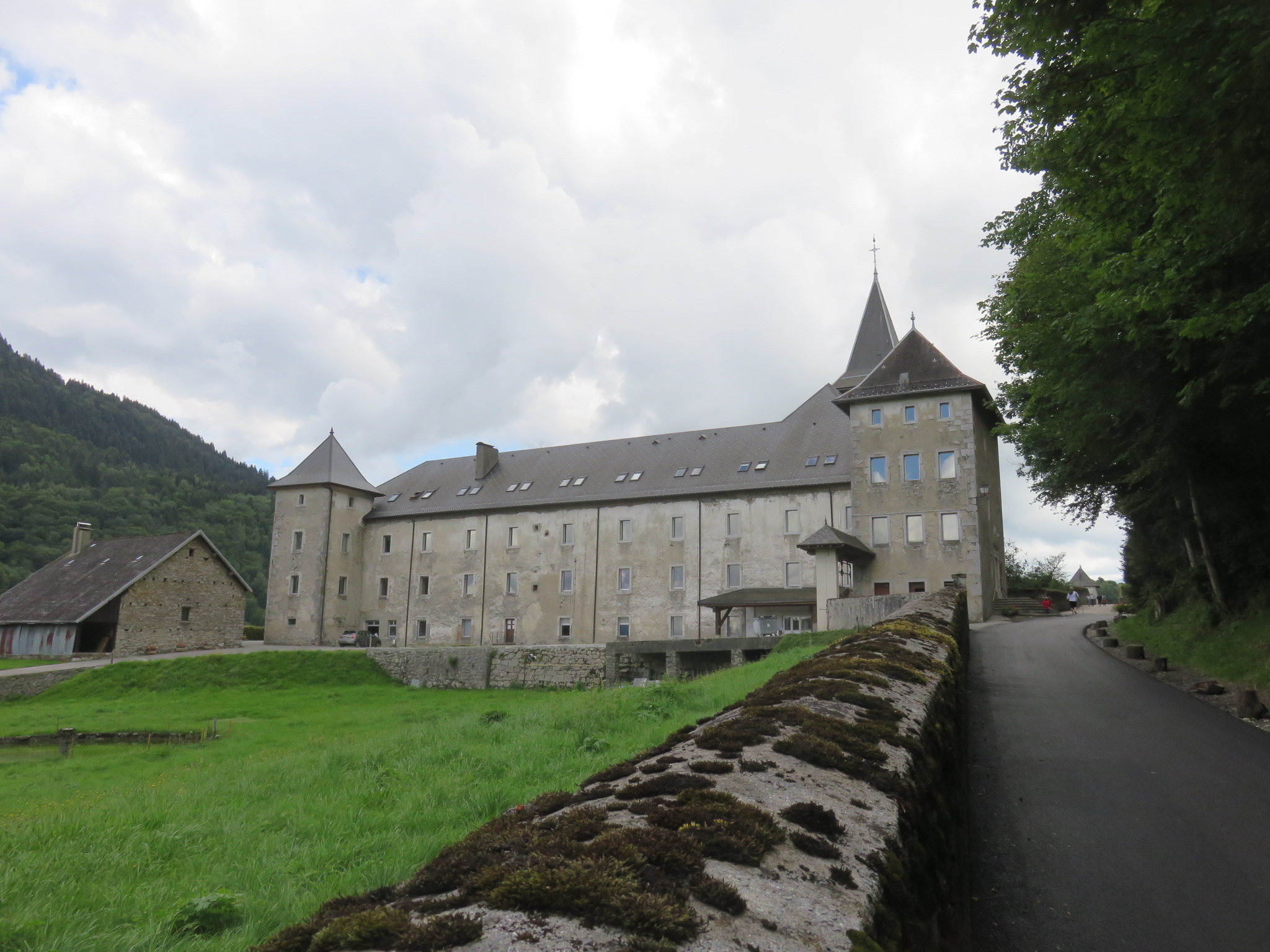
Abtei Tamie

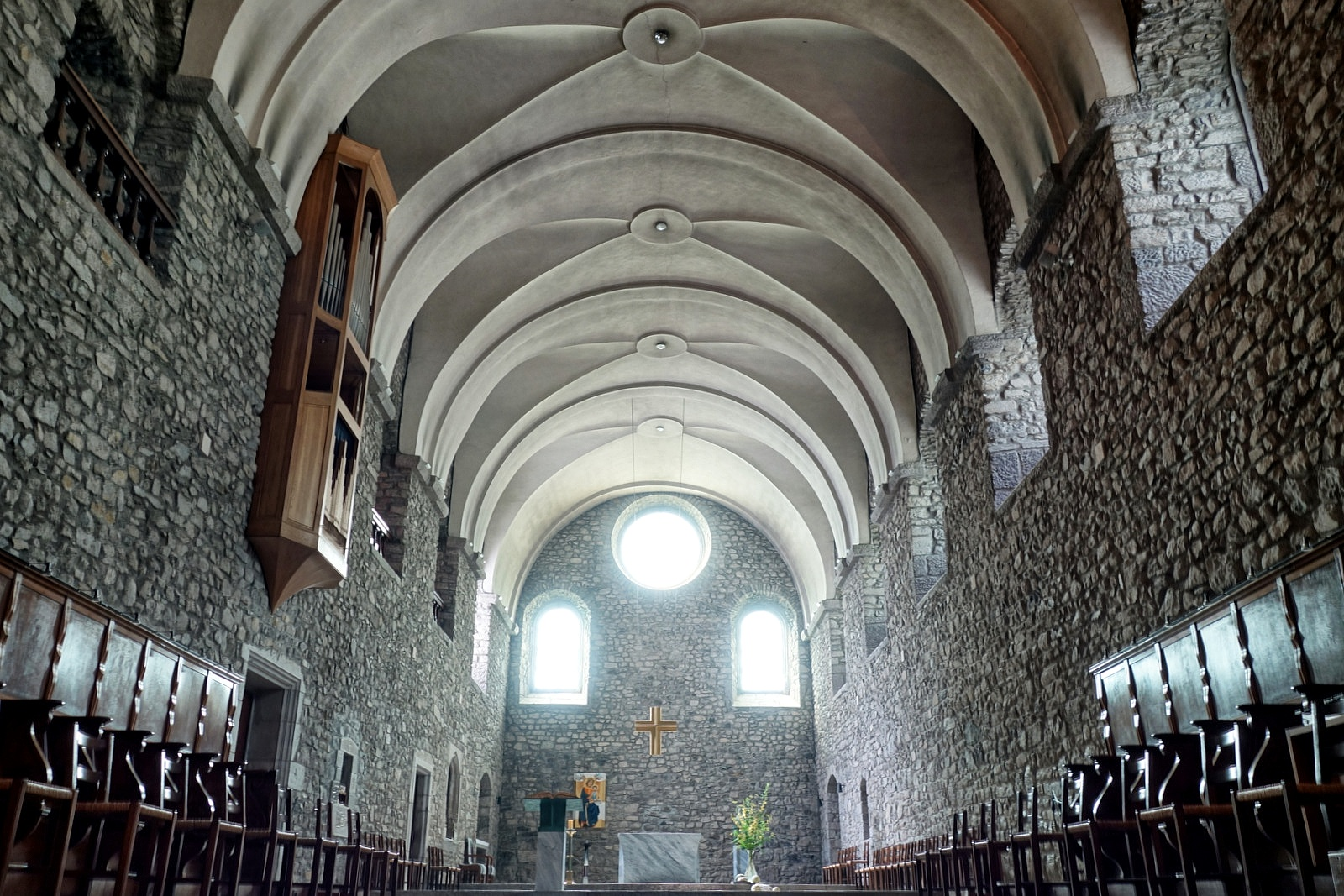
Inneres der Abteikirche

Nach Landstiftungen im Jahr 1132 durch die Familie de Chevron siedelten sich auf Initiative des späteren Erzbischofs Peter II. von Tarentaise die ersten, aus Kloster Bonnevaux (Dauphiné) gekommenen Zisterzienser-Mönche 1133 an. Das Kloster gehörte der Filiation von Kloster Cîteaux an, der Mutterabtei aller Zisterzienser. In der näheren Umgebung besaß es die Grangien Clermont, la Chagne, Neufvillars, les Combes, la Rachy und Mercury, Plancherine, le Clos und Grésy, in der Umgebung von Montmélian die Grangien Bréda, Clarfay, le Cernon, Gatapays, Montmeilleur und les Molettes sowie Cruet, bei Chambéry die Grangien Oncins, Ruffey, les Moilles, l’Épine, Rochessieux, la Bande, le Marais und Beauchiffrey sowie les Éteppes. Die erste Kirche mit halbkreisförmigen Chorabschlüssen wurde 1150 geweiht. Das Kloster wurde durch die Kommende nur wenig beeinträchtigt. Ein erster Versuch, das Kloster im 17. Jahrhundert im Sinn des Klosters La Trappe zu reformieren, blieb erfolglos, ein zweiter gelang jedoch im Jahr 1677. Anschließend erfolgte die bauliche Erneuerung, die südlich der ursprünglichen Anlage durchgeführt wurde. 
Beim Herannahen der Französischen Revolution wich der Konvent in die Nähe von Turin aus, wo sich seine Spur verliert. Das Kloster wurde 1792 vom französischen Staat eingezogen und die Anlage wurde 1800 verkauft. Im Jahr 1825 kaufte König Karl Felix von Sardinien die Anlage, die ab 1827 restauriert wurde, und überließ sie dem Bischof von Chambéry. 1861 zogen Trappisten aus Kloster La Grâce-Dieu (Franche-Comté) ein. Diese Gemeinschaft war 1817 im Kloster Bellevaux durch Dom Eugène Huvelin begründet worden. Mit dieser Herkunft hängt auch der noch heute rege Kult um die Reliquien des Heiligen Petrus II. Erzbischof von Tarentaise zusammen, der Gründerabt von Tamié war und in Bellevaux starb und begraben wurde. Im heutigen kirchlichen Leben sucht sich das Kloster als spiritueller Rückzugsort zu positionieren. Unter den wirtschaftlichen Aktivitäten ragt die Produktion eines Klosterkäses Abbaye de Tamié heraus. Abt des Klosters ist seit 2023 Dom Marco Bassignana.

## Bauten und Anlage
Das Kloster bildet ein regelmäßiges Viereck; den Nordflügel nimmt der Fremdentrakt ein. Die 1964 restaurierte Kirche ist nach Süden orientiert.